# Galo Lara
Tito Galo Lara Yépez (Quevedo, 4 de enero de 1968) es un ingeniero en ventas y político que ocupó el cargo de asambleísta en la provincia de Los Ríos, siendo parte del Partido Sociedad Patriótica.

## Biografía

### Primeros años
Galo Lara nació el 4 de enero de 1968 en Quevedo, Provincia de Los Ríos, y sus padres fueron Galo Lara Hinostroza y Rosa Yépez Párraga.
Estudió en el Centro Educativo Particular “América”, y en la Universidad Católica Santiago de Guayaquil, graduándose de Ingeniería en Administración en Ventas. También cursó estudios de Negocios en la Universidad de Harvard, de Liderazgo en el INCAE en Costa Rica y oratoria en México.

### Carrera política
En 2007 fue elegido Asambleísta por la provincia de Los Ríos, y luego de la reforma de la Constitución en 2008, fue elegido nuevamente en 2009, para luego ser Vicepresidente de la Comisión de Participación Ciudadana y Control Social, y miembro de la Comisión de Fiscalización y Control Político, culminando sus cargos políticos en mayo de 2013.
Desde su curul en la Asamblea Nacional, Lara Yépez denunció importantes casos de corrupción en contra de la administración de Rafael Correa, entre los casos más importantes pueden destacarse los sobreprecios a los seguros para aviones de TAME de 1.4 millones, el sobreprecio a los seguros contratados por Petroecuador que ascendió a $8 millones, sobreprecios a seguros de Celec por un millón. Los negociados en la compra y venta de petróleo y los pagos anticipados entre Petroecuador y Petrochina, que sumaron 1000 millones de dólares, el caso de los Radares Chinos de $60 millones y la Corte Cerveceras de un millón de dólares, los 577 millones de dólares sobre operaciones irregulares depositadas en efectivo en el Pacific National Bank. El caso de la sonada constructura brasilena Odebrecht a través de Multipropósito Baba por 236 millones de dólares, que entre otros sumaban la cantidad de 2.292 millones de dólares presentadas en denuncias ante la Fiscalía y la Contraloría, en el mismo despacho presidencial de Correo, producto de las investigaciones lideradas por Lara Yépez desde la Comisión de Fiscalización de la Asamblea Nacional de Ecuador.
En 2020, Galo Lara regresa a la lidia política liderando al Movimiento Gente Libre, y desarrollando su propuesta política en tres ejes fundamentales, más puestos de trabajo a $10 la hora, subsidio a los pequeños productores del agro y lucha contra la corrupción, castigo para los corruptos y la repatriación de todos los bienes y recursos que fueron saqueados al Ecuador.

#### Caso Quinsaloma
El pasado 6 de junio, Darwin Abel Romero Pino, de 25 años, primo de Carlos Llanos, fue hallado calcinado en el dormitorio de su vivienda, ubicada en el recinto La Fortuna, cantón Quinsaloma.
El 4 de agosto de 2011, ocurrió la segunda masacre en la finca María José, del recinto Balserío, en Quinsaloma, provincia de Los Ríos, donde fue asesinada una familia conformada por Ángel Carlos Humberto Llanos Avendaño, su esposa e hijo. Todos fueron atacados por armas cortopunzantes, la mujer fue violada y el hijo degollado con un cuchillo de cortar racimos de bananos y finalmente mataron a machetazos a la pareja, para luego incendiar la vivienda.
Los cadáveres fueron posteriormente lanzados al río Umbe y su vivienda incendiada. Después de un tiempo fueron apresados los autores materiales del crimen, José Véliz, Édgar Martínez y Juan Rodríguez, quienes incriminaron a Carolina Llanos, prima de la víctima y madre de los hijos del asambleísta Galo Lara al recibir una oferta de pago de 20 mil dólares por parte de los funcionarios policiales, como quedó registrado en sus declaraciones ante la fiscal de Quinsaloma.
El expresidente Rafael Correa en uno de sus programas sabatinos, acusó a Galo Lara y apuntó que "era un tema personal con él" y a su compañera sentimental, Carolina Llanos, de ser los responsables intelectuales del crimen y obligó al entramado judicial, fiscales, jueces y cuerpos policiales para que el asambleísta fuese condenado, sin detenerse hasta que fue presentado ante las cámaras de televisión con grilletes en los pies, cadenas en el cuerpo y esposado.
Finalmente, el 2 de septiembre de 2013, Galo Lara, luego de haber terminado su periodo como asambleísta meses atrás, fue declarado culpable y sentenciado a 10 años de prisión, además se le negó la apelación de su sentencia junto con la de su esposa y la de Juan Rodríguez.
Luego de esto, alegando sin pruebas una persecución política, Lara se mantuvo prófugo de la justicia, y viajó desde Colombia a Panamá el 15 de septiembre, donde fue apresado por las autoridades de dicho país
El 15 de septiembre solicitó asilo político indicando que corría peligro su vida en caso de regresar a su país, pues la orden era aplicar la "Ley de Fuga" y poner fin a su existencia, el cual le fue concedido el 22 de octubre.
El lunes 9 de junio de 2014 fue detenido en Santa Catalina de la provincia central de Veraguas por la revocatoria del asilo político por parte de las autoridades de Panamá, debido a las presiones del Gobierno de Correa y en medio de negociaciones entre ambos países se lo canjeó para la entrega del barco pesquero "Doria" y sus tripulantes, entre ellos un agente encubierto de la DEA, quienes habían sido capturados en aguas internacionales en medio de una operación contra el narcotráfico, con 800 kilos de drogas.
Hoy Galo Lara se encuentra libre, el gobierno de Lenín Moreno (exvicepresidente) y otros funcionarios del gobierno de Rafael Correa, llegaron a la conclusión de que el exlegislador fue un perseguido político y que las pruebas en su contra fueron forjadas, por lo que un juez ordenó su excarcelación.
Forjamiento de pruebas
Con el fin del gobierno de Rafael Correa las pruebas de irregularidades en varios procesos judiciales comenzaron a salir a la luz pública. El presidente Lenín Moreno en el año 2017, permitió la "desclasificación" de documentos secretos del Servicio Nacional de Inteligencia (Senain), ente que fue eliminado por el mismo Moreno en el año 2018. En estos documentos queda demostrada la utilización de recursos del Estado por más de 7 millones de dólares por parte de la administración de Correa para involucrar a Galo Lara, en la masacre de Quinsaloma, el secuestro del periodista Fernando Balda y el asesinato del general Jorge Gabela.
Dentro de los documentos secretos que fueron desclasificados, se pudo comprobar que Rafael Correa ordenó al menos unos seis operativos en contra de la figura de Galo Lara, entre ellos podemos señalar: Operativo Alcance, Avance, Desarme, Ganster, Independencia y Goliat, este último tuvo un costo para la nación de siete millones ciento ocho mil ciento ochenta y dos dólares ($ 7.108.182).
Galo Lara fue liberado tras cumplir el 40% de la pena, en agosto de 2018, pero no ha dejado de trabajar para demostrar su inocencia.
En un giro importante, el 26 de junio de 2020, un recurso de casación de la Corte Nacional de Justicia (CNJ) dejó sin validez la sentencia contra Gilbert Llanos, hermano de la madre de los hijos de Galo Lara y quien había sido señalado como cómplice del delito, indicando que habría utilizado dinero de Lara para el pago de sicarios, la Corte Nacional de Justicia, lo declara inocente, porque no hubo dolo, ni pruebas y los tribunales anteriores lo habían sentenciado con base a presunciones sobre otras presunciones, siendo inocente.
En la audiencia se demostró que el dinero que recibió Gilbert Llanos de parte del exasambleísta, fue utilizado en el pago de la clínica donde nacieron sus hijos, hecho que fue corroborado por las autoridades y el propio centro de salud.
Esta sentencia de inocencia de Gilbert Llanos quedó en evidencia que Carolina Llanos y Galo Lara fueron sentenciados también sin pruebas, siendo inocentes del delito que les imputaron.
En el libro, “La masacre exquisita de Rafael Correa”, el periodista Emilio Palacio hace un extenso y detallado recorrido sobre las irregularidades cometidas por el correísmo para silenciar la voz de Galo Lara, quien se había convertido en uno de los protagonistas fundamentales al denunciar los hechos de corrupción de la administración de Correa.
Se caen las mentiras
El 29 de septiembre de 2021, el Tribunal de la Corte Nacional de Justicia dicta una nueva medida en la que reestablece el estado de inocencia a la ciudadana Carolina Llanos por los hechos de la llamada masacre de Quinsalona.
La decisión del tribunal, integrado por los magistrados Byron Guillén (ponente), Adrián Rojas y Mercedes Caicedo, resuelve en su resolución oral aceptar el recurso de revisión a la sentencia de 20 años de prisión en contra de Llanos, acusada como autora intelectual del delito de asesinato de Carlos Llanos, Silvia Parco y un menor de edad, ocurrido el 4 de agosto de 2011 en Quinsaloma.
Esto tomando en cuenta los nuevos hechos y la medida del Tribunal de Revisión de la Sala de lo Penal, Penal Militar, Penal Policial, Tránsito, Corrupción y Crimen Organizado de la CNJ, que el pasado el 26 de junio de 2020, determinó y ratificó la inocencia de Gilbert Llanos.
De esta forma, al declararse la inocencia de Gilbert Llanos, se dejó sin sustento las razones que en su momento acreditaron la responsabilidad de Carolina Llanos, según lo indica la sentencia oral dictada por el Tribunal de Revisión.
Desagravio presidencial
Tras años de sufrimientos, el 18 de octubre del 2021 el exlegislador Galo Lara y Carolina Llanos, recibieron un desagravio por la persecución y las falsas acusaciones de las que fueron víctimas durante el gobierno de Rafael Correa.
El acto se llevó a cabo el lunes 18 de octubre en el Palacio de Carondelet, con la presencia del presidente Guillermo Lasso y su esposa. “Un pequeño acto de desagravio por las infamias de las cuales fueron objeto por parte de un gobierno opresor y violador de derechos humanos”, afirmó el primer mandatario de Ecuador.
Lara y Llanos, estuvieron acompañados de sus hijos, y agradecieron el gesto del mandatario. “Carondelet fue centro de espionaje y persecución durante el autoritarismo. Desde esta casa, cuando estaba instalado el mal, nos persiguieron hasta la muerte misma. Esta casa, ahora que el bien se ha instalado aquí, nos abre sus puertas en señal de reivindicación moral. Esta es la casa del pueblo y no la de una organización criminal”, expresó Lara.
Carolina Llanos expresó su gratitud al presidente y a su esposa, María de Lourdes Alcívar, por este acto de solidaridad. Llanos relató cómo, hace 10 años, “mientras ella era paseada esposada por los pasillos de la Corte desde esta misma oficina se ordenaba sentenciar a inocentes”.